# Fallout (computerspel)
Fallout: A Post Nuclear Role Playing Game is een openwereld computerrollenspel, geproduceerd en uitgegeven door Interplay Entertainment in 1997.
Het spel heeft een post-apocalyptische sfeer, dat plaatsvindt na een mondiale kernoorlog in een alternatieve geschiedenis halverwege de 22e eeuw.
Fallout wordt gezien als spiritueel opvolger van het spel Wasteland uit 1988, en werd in recensies positief ontvangen. Fallout werd de inspiratie voor een aantal afgeleide spellen (spin-offs), die collectief bekend werden als de Fallout-serie.

## Plot
Vault 13 (Bunker 13) aan de West-Amerikaanse kust is 80 jaar lang afgesloten geweest van de buitenwereld. Na een catastrofale kernoorlog is de beschaving in elkaar gezakt. Aan het begin van het verhaal wordt duidelijk dat de computerchip die het water voor de bunkerbewoners moet zuiveren kapot is. Het is de taak van de protagonist, de "Vault Dweller" (de Bunkerbewoner), om de bunker te verlaten en een nieuwe chip te vinden. Na het kiezen van een voorgeprogrammeerd karakter of een uniek door de speler gemaakt karakter, begint het verhaal echt. 
Eerst moet duidelijk worden hoe de wereld er na al die jaren voorstaat. Al snel komt men erachter dat er mensen zijn die de oorlog en de jaren erna hebben overleefd. Zij leven in kleine gemeenschappen en zijn voor hun overleving afhankelijk van hun eigen kracht. De speler kan gemeenschappen als Shady Shands, Junktown, de ruïnes van Los Angeles en The Hub bezoeken, waar hij informatie kan inwinnen en eventueel voor verschillende groepen (misdadigers, de politie, etc.) klusjes kan opknappen. Wapens en munitie kunnen worden gekocht, gevonden of gestolen. Uiteindelijk blijkt er een chip in een bunker onder het verwoeste Bakersfield te bestaan. 
Na dit eerste contact blijkt dat er grote problemen zijn met verschrikkelijke mutaties van mens en dier. Deze mutaties zijn veroorzaakt door het zogenaamde Forced Evolutionary Virus (FEV), een biowapen dat mensen in supermutanten verandert. De leider van de beweging, de Meester, probeert via een sekte aanhangers te ronselen terwijl hij met supermutanten en futuristische wapens een legermacht opbouwt in een geheime militaire basis in het noordwesten. Zijn doel is een intelligent meesterras te creëren dat de aarde zal verenigen en hier beter mee zal omgaan dan de 'normies' (normalen). Echter, aan FEV blootgestelde personen mogen niet een te hoog stralingsniveau hebben, anders tast het FEV hun hersens aan en worden het slechts domme reuzen. Daarom heeft de Meester onbestraalde mensen nodig, zoals in Vault 13 te vinden zijn. De speler ontdekt eerst de militaire basis waarna het zenuwcentrum en de leiding van de organisatie verborgen zijn onder de kerk van de sekte in de ruïnes van Los Angeles.
De speler zal uiteindelijk niet alleen voor zijn eigen bunker, maar voor de hele mensheid moeten vechten en maar weinigen zullen kunnen waarderen wat hij zal moeten doorstaan. Er zijn verschillende manieren mogelijk om het spel uit te spelen:
- De speler treuzelt te lang met het vinden van de chip en de bunkerbewoners verdorsten
- De speler treuzelt te lang ná het vinden van de chip, de supermutanten van de Meester overmeesteren de bunker met geweld, en dwingen de bewoners tot een FEV-behandeling
- De speler sluit zich vrijwillig bij de Meester aan, ondergaat een FEV-behandeling, en verraadt de locatie van de bunker. De supermutanten van de Meester overmeesteren de basis met geweld, en dwingen de bewoners tot een FEV-behandeling.
- De speler verslaat de Meester, bunker 13 en Californië zijn gered. Bij terugkomst blijkt hij echter niet langer welkom omdat de jeugd een voorbeeld aan hem neemt en de bunker zeer tot ongenoegen van de ouderen wil verlaten. Hij wordt verbannen en loopt mistroostig richting horizon.
- De speler vertelt de Meester dat zijn plan niet deugt omdat supermutanten door een bijwerking van FEV steriel zijn en dus na het opraken van FEV zullen uitsterven. De Meester pleegt zelfmoord. Ook hier eindigt het spel met de verbanning van de speler uit de bunker.

## Recensies
Fallout werd ontvangen met positieve recensies. Op aggregatiewebsite Metacritic ontving het spel een score van 89 uit 100. Het spel won de "RPG van het Jaar" prijs uitgereikt door GameSpot in 1997, en in 1998 ontving het tevens dezelfde prijs van Computer Gaming World. Fallout werd genomineerd tijdens de jaarlijkse Academy of Interactive Arts & Sciences Achievement Awards in de categorie "Computerrollenspel van het jaar" en "Uitmuntende prestatie in geluid en muziek".